# Maicon Siqueira
Maicon Siqueira, född den 9 januari 1993 i Minas Gerais, är en brasiliansk taekwondoutövare.
Han tog OS-brons i tungviktsklassen i samband med de olympiska taekwondotävlingarna 2016 i Rio de Janeiro..